# Slag bij Pontvallain

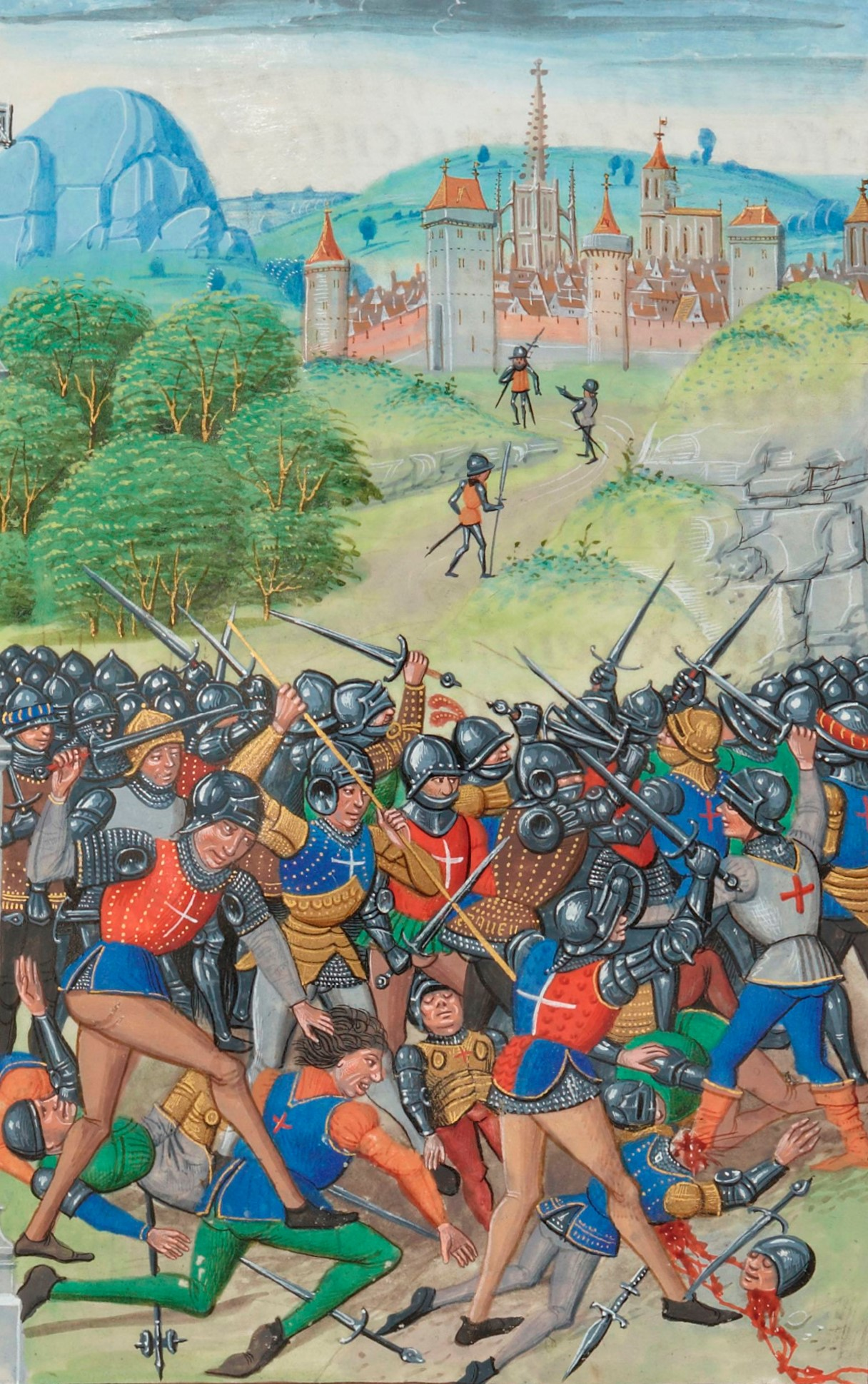
Jean Froissart, Chronicles fol.382

De Slag bij Pontvallain vond plaats bij Pontvallain op 4 december 1370 en was een veldslag tijdens de Honderdjarige Oorlog.

## Achtergrond
In 1360 werd het Verdrag van Brétigny getekend, de Fransen en de Engelsen gingen akkoord voor een wapenstilstand. Koning Karel V van Frankrijk maakte van deze periode gebruik om zijn leger en financiële situatie te hervormen. De Engelsen daarentegen bleven verwikkeld in de Castiliaanse Burgeroorlog. Deels door ziekte trok Eduard, de Zwarte Prins, aan het eind van de jaren zestig, zich terug naar Aquitaine. In 1369 voelde Karel V zich sterk genoeg om de Honderdjarige Oorlog te hervatten. Hij vermeed veldslagen maar met welgerichte plaagstoten probeerde hij de vijand te demoraliseren en uit te putten. Het Beleg van Limoges in augustus 1370, nadat de stadbewoners de poorten van de stad hadden geopend voor hertog Jan van Berry en als straf door de Zwarte Prins werd verwoest, was de directe aanleiding voor het heropstarten van de oorlog.

## Voorspel
De Fransen werden geleid door Bertrand du Guesclin, de Engelsen stonden onder de leiding van Robert Knolles. Knolles landde in augustus in Calais met 6.000 bereden mannen en voerde een inval uit tot diep in Frans grondgebied, waarbij dorpen tot aan de rand van Parijs werden platgebrand, maar hij slaagde er niet in tegen de Franse koning Karel V ten strijde te trekken. De winter begon te naderen en toen bekend werd dat het Franse leger onder bevel van Bertrand du Guesclin hen naderden en omsingelde, stelde Knolles voor zich terug te trekken in Bretagne. Hij kreeg veel kritiek van zijn jongere ondergeschikte commandanten zoals Sir John Minsterworth, die voorstander waren voor een regelrecht gevecht. Knolles vertrok richting Bretagne en liet het gros van zijn troepen achter, de manschappen waren nu opgesplitst in drie gelederen.

## Twee veldslagen
Intussen had Guesclin steun gekregen van de Bretoenen Olivier V de Clisson en Guy XII de Laval. Nu de Engelsen versnipperd waren, was het gemakkelijk ze een voor een uit te schakelen. De eerste slag vond plaats bij Pontvallain, de ander slag bij Vaas. Knolles hield zich intussen op in zijn kasteel in Derval, dat een toevluchtsoord werd voor de overlevenden.

## Vervolg
In 1371 probeerden de overgebleven Engelsen naar Engeland te vluchtten via de haven van Pointe Saint-Mathieu. Toen ze er aankwamen waren er slechts twee kleine schepen beschikbaar, onvoldoende voor honderden mannen. Knolles en Minsterworth waren een van de weinige die een doorgang konden kopen; de meeste van de overgeblevenen, mogelijk ongeveer 500 man werden afgeslacht door de Fransen. In 1372 werd Knolles door hof als de hoofdverantwoordelijke voor deze ramp veroordeeld. Zijn bezittingen werden hem ontnomen en hij kreeg een boete van 10.000 mark.
De Slag bij Pontvallain was een keerpunt. Engeland bleef tot 1374 grondgebied in Aquitaine verliezen en ze verloren de trouw van hun lokale heren. Pontvallain maakte een einde aan de strategie van koning Eduard III van Engeland om een alliantie te smeden met Karel II van Navarra. Het betekende ook het einde van het gebruik van grote troepen van huursoldaten, door Engeland in Frankrijk; de meeste van hun oorspronkelijke leiders waren gedood. Huurlingen werden nog steeds als nuttig beschouwd, maar werden steeds meer ingelijfd in de legers aan beide kanten.